# Rue de la Monnaie (Troyes)
Pour les articles homonymes, voir Rue de la Monnaie.
La rue de la Monnaie est une voie historique du centre-ville de Troyes, dans le département de l'Aube.

## Situation et accès
Cette voie qui se trouve dans centre ancien, le bouchon de Champagne, commence rue Colbert et se termine quai des Quinze-Vingts.

## Bâtiments remarquables et lieux de mémoire
- la hôtel Deheurles,
- La Maison de l'Élection.